# Tino Insana
Silvio Peter "Tino" Insana (ur. 15 lutego 1948 w Chicago w stanie Illinois, zm. 31 maja 2017 w Los Angeles w stanie Kalifornia) – amerykański aktor filmowy i telewizyjny, muzyk i komik.